# Gloria (Joachim-Witt-Lied)
Gloria ist ein deutscher Popsong von Joachim Witt aus dem Jahr 2012. Er wurde von Joachim Witt, Michelle Leonard, Mirko Schaffer und Mario „Malo“ Wesser geschrieben. Das Musikvideo zum Lied löste eine Kontroverse aus. Joachim Witt bezeichnet dieses Lied als dritten Meilenstein seines Werkes nach Goldene Reiter und Die Flut. Diese drei Lieder spiegelten sein Leben wider.

## Liedinhalt
Das Lied erzählt davon, wie sich die Welt verändert hat und der Sänger nach der Liebe zu Gott sucht und für sich selbst nicht findet.

## Musikvideo
Das Musikvideo entstand unter der Regie von Specter, einem Regisseur, der bereits für Sido und Bushido Musikvideos gedreht hat, die ebenfalls als brutal bezeichnet wurden.
Im Video selbst ist ein Prozessionszug zu sehen, der von einem katholischen Pfarrer (gespielt von Joachim Witt) angeführt wird. Als Kontrast hierzu wird ein Kriegsgebiet gezeigt, in dem mehrere Bundeswehrsoldaten eine Frau vergewaltigen. In diesem Augenblick beobachtet ein kleines Mädchen diese Szene und wird kurz darauf ermordet. Einer der Soldaten steht draußen und verwandelt sich in einen Engel mit schwarzen Flügeln und steigt in den Himmel empor. Daneben werden Fischer gezeigt, die im ölverpesteten Meer vergiftete Fische aufsammeln und einen schwarzen Engel einfangen. Auch ein Mönch wird gezeigt, der sich auf einen Berg begibt, um sich auf einem Kreuz selbst zu geißeln und sich anschließend selbst in einen Engel mit schwarzen Flügeln verwandelt. Daneben macht die Wallfahrt an einem See halt und geht bis auf den Pfarrer in dem See unter, während die Madonnenstatue blutige Tränen weint. Joachim Witt bezeichnet das Verschwinden der Teilnehmer der Prozession als Spitzfindigkeit.
Dieses Musikvideo wurde von der Bundeswehr auf Grund der Vergewaltigungsszene heftig kritisiert. Hierzu sagte Ulrich Kirsch Folgendes:

„Bei aller künstlerischen Gestaltungsfreiheit: Das Video verunglimpft deutsche Soldaten in geschmackloser Weise. […] Ausgerechnet diejenigen, die seit Jahren ihren Kopf für dieses Land hinhalten und etwa auf dem Balkan solche Szenarien verhindert haben, werden hier mit brutalen Gewaltverbrechern gleichgestellt.“

Des Weiteren rief er die Menschen dazu auf im Internet ihren Unmut gegen dieses Video kundzutun. Dieses Video löste einen Shitstorm aus, der sogar so weit ging, dass Joachim Witt Morddrohungen erhalten hat.
Für die verletzten Gefühle entschuldigte sich Joachim Witt und sagte zum Shitstorm Folgendes:

„Ich bin ein deutscher Künstler – wir leben in einer Demokratie. Bedeutet dies, dass Herr Kirsch von der Bundeswehr offiziell zu einem ,Shit Storm' aufrufen darf? Ich bin einfach schockiert! Es ist ein Unding, sich in seiner Freiheit als Künstler einer Zensur ausgesetzt zu sehen, mit der Absicht mundtot gemacht zu werden über den Knopfdruck vom Bundeswehrfeldherrenhügel. Seit wann müssen Künstler in Deutschland wieder Angst vor der Armee haben und aus ihren Häusern flüchten?“

Eine weitere Reaktion war, dass die Bundesregierung bei der Bundesprüfstelle für jugendgefährdende Medien einen Antrag auf Indizierung des Musikvideos gestellt hat. Der Jurist Udo Vetter bezweifelte in einer Einschätzung die Richtigkeit einer möglichen Indizierung, da das Video nicht jugendgefährdend sei und die Darstellung der Bundeswehrsoldaten unter die Kunstfreiheit falle.
In der Süddeutschen Zeitung sprach Witt außerdem darüber, dass es vor Produktion des Videos eine Recherche gab, bei welcher herausgefunden wurde, dass es „jährlich rund 80 Fälle von sexuellen Übergriffen, zum Teil Vergewaltigungen“ gebe, an denen Bundeswehrsoldaten nachweislich beteiligt gewesen sind.
Ende August 2012 meldete die Bundeswehr tatsächlich, dass es seit 2007 insgesamt 395 Fälle von Verstößen gegen das Recht auf sexuelle Selbstbestimmung, bei welchen mindestens ein Bundeswehrangehöriger beteiligt gewesen war, gab. Sexueller Missbrauch soll dabei nach Angaben des Wehrbeauftragten Hellmut Königshaus die Ausnahme gewesen sein, was von ihm jedoch nicht verifiziert werden konnte. 2011 waren 78 Fälle gemeldet worden, über die Hälfte der jeweiligen Verfahren, wurden allerdings eingestellt, da die Anschuldigungen entweder nicht haltbar waren oder es schlichtweg an ausreichenden Beweisen mangelte.
Am 25. Oktober 2012 wurde bekannt, dass die Bundesprüfstelle das Video als nicht jugendgefährdend eingestuft hat.

## Chartplatzierungen
| ChartsChartplatzierungen | Höchstplatzierung | Wochen |
| ------------------------ | ----------------- | ------ |
| Deutschland (GfK)        | 74 (2 Wo.)        | 2      |